# Lacertaspis chriswildi
Lacertaspis chriswildi — вид сцинкоподібних ящірок родини сцинкових (Scincidae). Ендемік Камеруну.

## Поширення і екологія
Lacertaspis chriswildi мешкають в горах Камерунського нагір'я, зокрема на схилах гір Купе, Оку і Такаманда і гірського масиву Тчабаль-Мбабо. Вони живуть у вологих гірських тропічних лісах і в галерейних лісах на високогірних луках. Зустрічаються на висоті від 1000 до 2800 м над рівнем моря.

## Збереження
МСОП класифікує стан збереження цього виду як близький до загрозливого. Lacertaspis chriswildi загрожує знищення природного середовища.